# منتدى شباب العالم
منتدى شباب العالم (بالإنجليزية: World Youth Forum - WYF) هو حدث سنوي يعقد في مصر بهدف الجمع بين الشباب من جميع أنحاء العالم، يعقد منتدى شباب العالم في شرم الشيخ، تحت رعاية الرئيس المصري عبد الفتاح السيسي.
أٌُطلق منتدى شباب العالم في 2017، شارك أكثر من 3200 شخص من 113 دولة ووصل عدد المشاركين إلى 5000 مشارك في عام 2018 تتراوح أعمارهم بين 18 و40 عامًا من 169 دولة، أصبح المنتدى حدثًا سنويًا بعد اتباع أحد توصياته في عام 2017 وعقدت النسخة الثالثة منه بمشاركة أكثر من 7000 شاب من 197 دولة. ومن المقرر انعقاد النسخة الرابعة من المنتدى في مدينة شرم الشيخ في الفترة من 10 إلى 13 يناير 2022 بعد توقفه في العام 2020 بسبب جائحة فيروس كورونا.

## البداية
تحت شعار «ابدع، انطلق»، أطلق الرئيس المصري عبد الفتاح السيسي المؤتمرات الوطنية للشباب، والتي تحولت إلى منصة للحوار المباشر بين الدولة المصرية ومؤسساتها المختلفة والشباب المصري.
في 25 أبريل 2017 قدمت مجموعة من الشباب المصري في المؤتمر الوطني للشباب بالإسماعيلية مبادرتهم للانخراط في حوار مع شباب العالم، في 24 يوليو 2017 وأثناء المؤتمر الوطني للشباب في الإسكندرية أعلن الرئيس المصري عبد الفتاح السيسي رسميًا عن إطلاق منتدى شباب العالم الذي سيعقد في شرم الشيخ في نوفمبر 2017، ودعا فيه الشباب من جميع أنحاء العالم للتعبير عن رؤاهم لمستقبل بلدانهم.
أطلقت مصر النسخة الأولى من منتدى شباب العالم في عام 2017 ، لتكون منصة عالمية تهدف إلى الجمع بين الشباب الاستباقي في المجالات المختلفة من مختلف الجنسيات والخلفيات لمناقشة مجموعة واسعة من القضايا والمواضيع التي تهم سكان العالم. يوفر المنتدى فرصة للأجيال الشابة لتبادل رؤيتهم والتعبير عن أفكارهم من أجل تعزيز الحوار المفتوح بين الثقافات والحضارات المختلفة وإرسال رسالة السلام والوحدة والتقدم إلى العالم بأسره. يشرك المنتدى الشباب في بيئة غنية، مما يسمح لهم بالتفاعل مع كبار صناع السياسات والتواصل مع الشباب الواعدين من المنطقة والعالم بأسره.
في فبراير 2021، اعتمدت لجنة التنمية الاجتماعية التابعة للأمم المتحدة النسخ الثلاث الأولى لمنتدى شباب العالم كمنصة دولية لمناقشة قضايا الشباب.

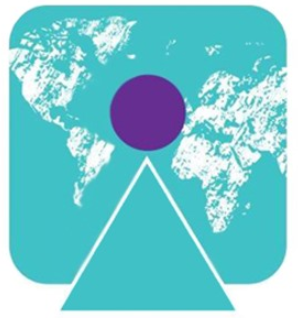
شعار منتدى شباب العالم

## الشعار
- المثلث: يرمز إلى الأهرامات المصرية التي تعكس الحضارة القديمة عند قدماء المصريين.
- الساحة: تعبر عن خريطة العالم التي تجلب التنوع والثقافات والحضارات في العالم إلى أرض مصر.
- الدائرة: ترمز لشباب العالم، كونه قلب العالم الذي سيقود مستقبله ويكون حافزًا للتغيير.[10]

## الموقع
تعتبر شرم الشيخ واحدة من المنتجعات الأكثر شهرة في العالم. جغرافيا هي نقطة التقاء بين آسيا وأفريقيا. تم تصنيفها في المرتبة الرابعة كأفضل بقعة غوص في العالم وفقًا لهيئة الإذاعة البريطانية عام 2005. علاوة على ذلك، استضافت شرم الشيخ خلال السنوات الماضية العديد من الاتفاقيات السياسية والاقتصادية الدولية، كما استضافت مؤتمر قمة صناع السلام في عام 1996، ومؤتمر قمة شرم الشيخ في 2005، مؤتمر القمة الخامس عشر لرؤساء دول وحكومات حركة عدم الانحياز. إلى جانب عقد مؤتمرات مخصصة للشباب مثل المؤتمر الوطني الأول للشباب الذي عقد في أكتوبر 2016 ونسخات منتدى شباب العالم الذي عقد في نوفمبر 2017 و2018 وديسمبر 2019، وسيتم عقده في يناير 2022.

## نسخ منتدى شباب العالم

### منتدى شباب العالم 2017
عقدت مصر النسخة الأولى من منتدى شباب العالم في الفترة من 4 إلى 10 نوفمبر 2017، حضر 3200 مشارك شاب من 113 دولة لمناقشة الحوار والمشاركة فيه. شارك أكثر من 222 متحدثًا من أكثر من 64 دولة في جلسات متعددة، وتم عقد مناقشات لمناقشة القضايا والمواضيع العالمية في إطار المسارات الرئيسية الثلاثة: السلام والتنمية والإبداع.
تم إطلاق منتدى شباب العالم 2017 تحت شعار (نحن نحتاج للحديث) لتسليط الضوء على ضرورة وجود نقاش مفتوح بين الشباب من جميع أنحاء العالم لإعطاء رسالة سلام ورخاء. ركزت على الحاجة إلى مكافحة الإرهاب ومنع الجماعات الإرهابية من الوصول إلى الأسلحة التي تهدد الدول. من بين المتحدثين الرئيسيين في المنتدى كانت لمياء حاجي بشار ناشطة حقوق الإنسان والناجية الإيزيدية من تنظيم داعش.

من خلال 46 جلسة و 70 ساعة عمل، تضمن برنامج المنتدى ست أركان رئيسية، والتي ناقشت القضايا العالمية والموضوعات التي تهم الشباب في جميع أنحاء العالم. المواضيع المعنونة: قضايا الشباب العالمية، التنمية المستدامة، ريادة الأعمال والتكنولوجيا، الحوار الثقافي والحضاري، تطوير قادة المستقبل بالإضافة إلى ذلك شهد المنتدى محاكاة لمجلس الأمن التابع للأمم المتحدة.

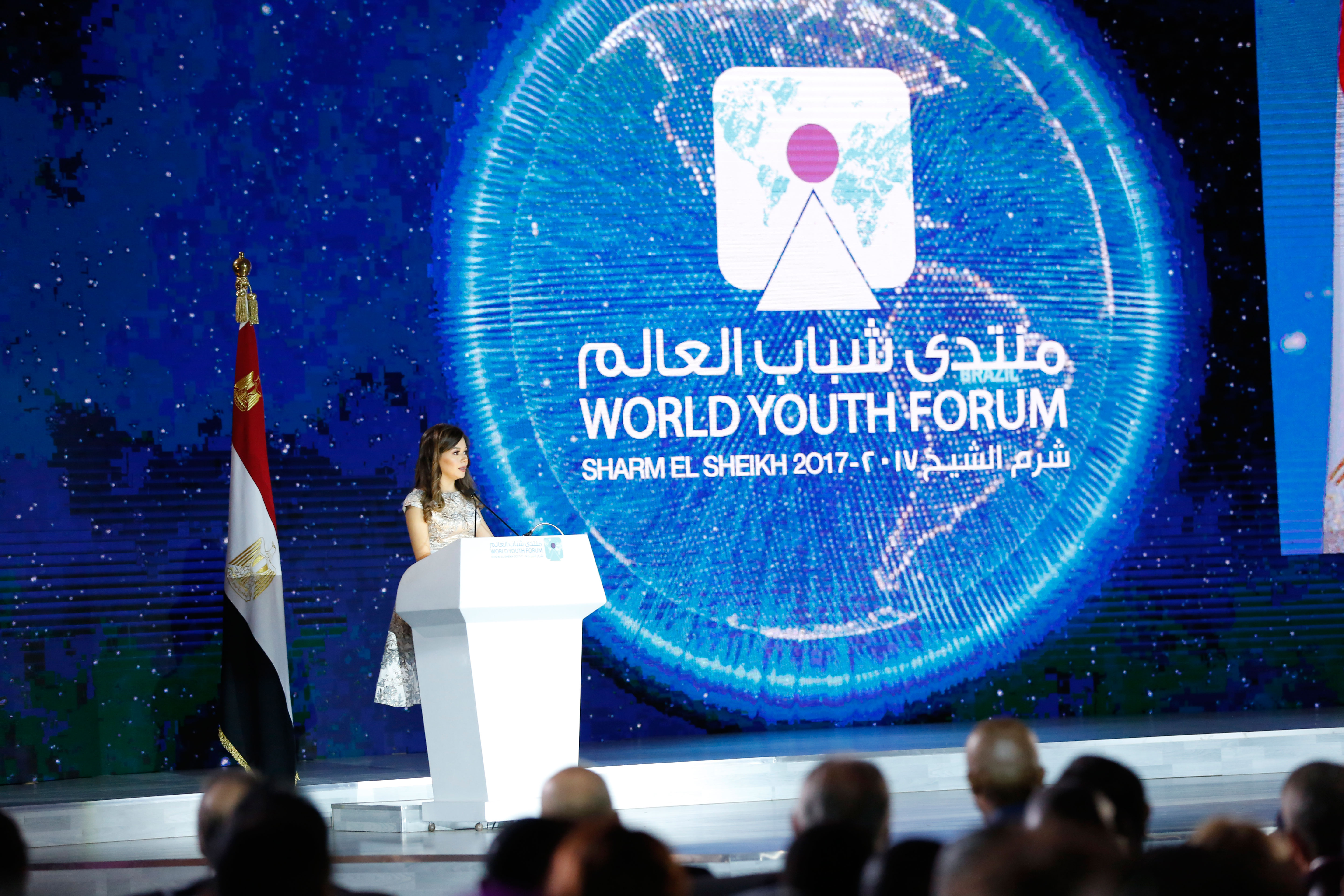
منتدى شباب العالم 2017

على مدار الأيام الخمسة المقبلة، سوف يستكشف الشباب من مصر ومن جميع أنحاء العالم القضايا الملحة في عصرنا والأدوار الحيوية التي يمكن للشباب أن يلعبوها في معالجتها. هذه لحظة يستغلها الشباب - لتبادل الخبرات، تخيُل مستقبل أفضل، رعاية الأمل، تحدي الحكمة التقليدية، واقتراح حلول عملية. - أخيم شتاينر، مدير برنامج الأمم المتحدة الإنمائي.

#### التوصيات[21]
1. دعوة اللجنة المنظمة لمنتدى شباب العالم تحت الإشراف المباشر لمكتب رئيس الجمهورية إلى اتخاذ التدابير اللازمة لتحويل المنتدى إلى مركز دولي للحوار العربي الأفريقي بين شباب العالم بهدف تفعيل الحوار فيما بينها لتحقيق السلام والتنمية.
2. دعوة وزارة الخارجية بالتنسيق مع جميع الهيئات المعنية في الدولة والمنظمات والمؤسسات الدولية التي ترأسها الجمعية العامة للأمم المتحدة إلى اعتماد قرارات نموذج محاكاة مجلس الأمن التابع للأمم المتحدة الذي ينفذه الشباب مصر والعالم وتنفيذه في منتديات المستقبل لجميع المؤسسات والمنظمات الدولية والإقليمية.
3. دعوة اللجنة المنظمة لمنتدى شباب العالم بالتنسيق مع أجهزة الدولة ومؤسساتها إلى عقد المنتدى سنويًا في نوفمبر في شرم الشيخ.
4. دعوة وزارات الثقافة والآثار والتعليم العالي والبحث العلمي والتخطيط إلى اتخاذ الخطوات اللازمة لإنشاء مركز للتكامل الثقافي يهدف إلى تفعيل آليات التعارف والتقارب بين الثقافات بين شباب العالم من أجل تحقيق مبدأ التكامل: التكامل بين الحضارات والثقافات
5. دعوة اللجنة المنظمة لمنتدى شباب العالم بالتنسيق مع جميع الهيئات والمؤسسات الحكومية إلى إنشاء مركز الشباب المصري الأفريقي والذي يهدف إلى توفير الرعاية لقدرات الشباب لشعوب القارة الأفريقية في جميع المجالات.
6. دعوة مجلس أمناء الأكاديمية الوطنية لتدريب الشباب إلى تنفيذ خطة للتبادل الأكاديمي والثقافي مع جميع الأكاديميات والمعاهد ومراكز التدريب المقابلة لها وتخصيص عدد من المقاعد للطلاب من الدول العربية والإفريقية والآسيوية واللاتينية.
7. دعوة اللجنة المنظمة لمنتدى شباب العالم إلى تشكيل لجنة خبراء من جميع أنحاء العالم لوضع إستراتيجية دولية لمعالجة قضايا الهجرة غير القانونية والتطرف والأمية واقتراح إستراتيجية للمناقشة من خلال الأنشطة التي تنفذها يبدأ المنتدى في بداية 2018.
8. دعوة وزراء التعليم العالي والبحث العلمي والاتصالات وتكنولوجيا المعلومات بالتنسيق مع الأكاديمية المصرية للبحث العلمي والجامعات المصرية إلى إنشاء مركز إقليمي لرعاية الابتكار التكنولوجي الذي يوفر الدعم العلمي والمالي لمبتكري التكنولوجيا من العرب والدول الأفريقية.
9. دعوة اللجنة المنظمة لمنتدى شباب العالم لاستضافة وفود الشباب من جميع أنحاء العالم لعقد ورش العمل والندوات طوال عام 2018 حول مختلف القضايا والموضوعات التي نوقشت خلال المنتدى وتفعيل جميع آليات الاتصال الحديثة لضمان أوسع قاعدة مشاركة في الحوار بين الشباب في جميع أنحاء العالم.
10. دعوة رئاسة مجلس الوزراء المصري بالتنسيق مع الوزارات المعنية إلى إنشاء مركز إقليمي لدعم ريادة الأعمال وتمويل المشاريع الصغيرة ومتناهية الصغر.

### منتدى شباب العالم 2018
عُقدت النسخة الثانية من منتدى شباب العالم في الفترة من 3-6 نوفمبر 2018. وقد انخرط أكثر من 5000 شاب من جنسيات وخلفيات مختلفة في التواصل.
واصل منتدى شباب العالم في نسخته الثانية التأكيد على دوره باعتباره منصة للشباب للتعبير عن آرائهم حول التحديات العالمية التي تواجه عالمنا اليوم من منظور الشباب. قدم المنتدى العديد من الفرص للشباب للمشاركة من خلال اللجان والموائد المستديرة وورش العمل. بالإضافة إلى ذلك، مُنح الشباب مجالًا لتطبيق الموضوعات التي تمت مناقشتها بطريقة تعليمية توضيحية من خلال العديد من الأحداث الجانبية التي تم تنظيمها خلال منتدى شباب العالم 2018.
جمع المنتدى 141 متحدثًا و241 مشاركًا في ورشة العمل بالإضافة إلى 72 من النحاتين و 201 من رواد المسرح. كما شمل 169 مشاركًا في القمة العربية الإفريقية النموذجية. أعطى منتدى شباب العالم الفرصة لإجراء مناقشات حول التحديات العالمية التي تواجه عالمنا اليوم، من خلال 17 حلقة نقاش مع ما مجموعه 26 ساعة عمل، 2 مائدة مستديرة مع ما مجموعه 3 ساعات عمل، 7 ورش عمل لما مجموعه 31 ساعة عمل، 6 محادثات عارضة مع ما مجموعه 9 ساعات العمل. بلغ مجموع هذه الجلسات 32 جلسة مع 141 متحدث. نوقشت الموضوعات من خلال ثلاثة مسارات: السلام والتنمية والإبداع. تناولت قضايا وموضوعات مثيرة للجدل مثل الأمن المائي في أعقاب تغير المناخ، جدول أعمال 2063: إفريقيا التي نريدها، تضييق الفجوة بين الجنسين في سوق العمل، وفرص العمل في عصر الذكاء الاصطناعي (منظمة العفو الدولية).

#### التوصيات[23]
1. إعلان أسوان عاصمة للشباب الأفريقي لعام 2019 ، حيث سيتم عقد ملتقى الشباب العربي والإفريقي لمناقشة أهم القضايا والتحديات التي تواجه الشباب في القارة الأفريقية والمنطقة العربية.
2. إقرار إعلان شرم الشيخ لتكون مدينة للتكامل العربي الأفريقي واعتماد الإعلان كوثيقة رسمية، ستقدمها وزارة الخارجية إلى جامعة الدول العربية ومفوضية الاتحاد الأفريقي[24] لتكون نموذجًا محاكاة السلام في العالم. يأتي ذلك وفقًا لأحد توصيات القمة العربية والإفريقية النموذجية.
3. دعوة الأكاديمية الوطنية للتدريب إلى تطوير آليات تنفيذية لتدريب الشباب العربي والإفريقي في جميع المجالات السياسية والاقتصادية والاجتماعية من خلال إطلاق برنامج القيادة الرئاسية الأفريقية.
4. تدعم الدولة المصرية وجميع مؤسساتها مبدأ الحفاظ على الحياة ومكافحته للإرهاب وتأثيراته المباشرة والجانبية كحق أساسي من حقوق الإنسان، وتأسيس مجموعة عمل مشتركة من المنتدى العالمي للشباب لتقديم الدعم المالي والمعنوي إلى ضحايا الإرهاب في جميع أنحاء العالم
5. تشكيل مجموعة بحثية تحت إشراف اللجنة المنظمة لمنتدى الشباب العالمي لدراسة إيجابيات وسلبيات الاستخدام المفرط لمنصات وسائل التواصل الاجتماعي. يجب على هذه المجموعة تطوير رؤية شاملة وآليات تنفيذية لتعظيم فوائد منصات التواصل الاجتماعي ثقافياً وفكريًا وعلميًا، بالإضافة إلى تقليل تأثيرها السلبي.
6. دعوة المؤسسات والهيئات المصرية بالتنسيق مع اللجنة المنظمة لمنتدى شباب العالم إلى تنفيذ حملة توعية على جميع المستويات السياسية والإعلامية على الصعيدين الإقليمي والدولي، لرفع وعي الشباب والجمهور بخطورة قضية الأمن المائي ووضع ذلك على جدول أعمال المجتمع الدولي.
7. لإطلاق مبادرة دولية لتدريب 10,000 شاب مصري وإفريقي كمطورين للألعاب والتطبيقات الإلكترونية على مدار السنوات الثلاث المقبلة، بالإضافة إلى دعم إنشاء 100 شركة متخصصة في هذه المجالات في مصر وإفريقيا.
8. دعوة جميع المؤسسات والهيئات المصرية إلى إنشاء مركز إقليمي لريادة الأعمال في مصر لتقديم الدعم للشركات الناشئة في مصر وبلدان المنطقة.
9. لتشكيل لجنة إدارية، تضم النحاتين المشاركين، إلى «إحياء ذكرى الإنسانية» في مدينة شرم الشيخ. وتحويلها إلى مؤسسة دولية تهدف إلى الحفاظ على مبادئ الإنسانية ودعم ضحايا العنف والإرهاب.
10. دعوة مجلس الوزراء إلى تشكيل لجنة تضم وزارات التضامن الاجتماعي والشؤون الخارجية بالتنسيق مع مؤسسات الدولة المعنية لإعداد رؤية شاملة لتعديل القانون المنظم لعمل المنظمات غير الحكومية ومنظمات المجتمع المدني داخل مصر. سيتم تنفيذ ذلك من خلال دراسة تجارب دولية مماثلة وإجراء جلسة مع الشباب لتقديمها إلى البرلمان.

### منتدى شباب العالم 2019
عقدت النسخة الثالثة من منتدى شباب العالم في مدينة شرم الشيخ في الفترة من 14 إلى 17 ديسمبر 2019 بمشاركة أكثر من 7000 شاب.
ناقش المنتدى في نسخته الثالثة موضوعات الأمن الغذائي، والبيئة والمناخ، وسلسلة الكتل، والذكاء الاصطناعي، والاتحاد من أجل المتوسط، وتمكين المرأة، والفن والسينما، وشهدت النسخة الثالثة للمرة الأولى إطلاق منصة INSPIRE. D للشخصيات الشبابية الملهمة، وحاضنات أعمال منتدى شباب العالم WYF LABS، إضافة لاستمرار فعالياته التي انطلقت في النسخة السالفة 2018، مثل مسرح شباب العالم، والمنطقة الحرة FREEDOM.E، كما شهد المنتدى نموذج محاكاة الاتحاد من أجل المتوسط (MUFM) لدعم الشباب في منطقة البحر المتوسط. كما شهد النموذج مشاركة ممثلين لدول الاتحاد من أجل المتوسط والبالغ عددهم 43 ممثلًا، لتحقيق أهداف التنمية البشرية والاستقرار والتكامل الإقليمي.

#### التوصيات[4]
1. إطلاق مبادرة أفريقية للتحول الرقمي والتميز الحكومي بالتعاون مع الاتحاد الأفريقي ومعمل الأمم المتحدة الأفريقي لرعاية الإبداع التكنولوجي.
2. الدعوة لإطلاق مبادرة أفريقية لمكافحة القرصنة الرقمية لتأمين المعلومات شديدة الحساسية لتكون حائط صد ضد محاولات الاختراق الرقمي.
3. إنشاء منصة إلكترونية عربية أفريقية للمرأة تتضمن مكتبة رقمية لكل الدراسات والأوراق البحثية والتقارير الخاصة بالمراة، إبراز المبادرات النسائية الناجحة وتدعيمها ودهم سبل تمويلها.
4. الدعوة لإنشاء اللجنة الأورمتوسطية لمكافحة الكراهية على الفضاء السيبراني لتعمل على دراسة مقترحات خطاب الكراهية والتطرف والتنمر على مواقع التواصل الاجتماعي بما يتوافق مع المعايير الدولية، ودعوة الأمم المتحدة لتبني برتوكول دولي لمكافحة خطاب الكراهية والتنمر عبر وسائل الشبكة الدولية ووسائل التواصل الاجتماعي.
5. قيام الأكاديمية الوطنية للتدريب بمصر بوضع الآليات التنفيذية لإطلاق البرنامج الرئاسي لتدريب الشباب الأورمتوسطي على القيادة.
6. الدعوة لتنفيذ مبادرة الاتحاد الأفريقي 2021 لخلق مليون وظيفة.
7. إطلاق مبادرة بحثية للجامعات الأفريقية للتركيز على مختلف تقنيات الثورة الصناعية الرابعة ودراسة سبل الاستفادة منها لحل مشكلات القارة.
8. إطلاق مبادرة لدعم مطوري تطبيقات «لوكتيشن» في المجالات المختلفة لدعم أهداف التنمية المستدامة بالتعاون مع منصة التي أطلقها منتدى شباب العالم لتشجيع الشباب.
9. إطلاق مبادرة بعنوان الفن من أجل الإنسانية وإقامة معرض رسمي حي يعمل من خلاله الفنانين على تجسيد الهوية الخاصة لبلادهم المختلفة والقيام بعمليات تشكيلية مستوحاة من بلادهم.
10. إنشاء مراكز للتبادل المعلومات بين الدول ودعوة المؤسسات التعليمية والاقتصادية لدعم المبتكرين حول العالم.

## منصات منتدى شباب العالم

### نموذج محاكاة الاتحاد الأفريقي - مايو 2018 - القاهرة
نموذج محاكاة الاتحاد الأفريقي (بالإنجليزية: Model of African Union - MAU) كان أول منصة تم إطلاقها في إطار منتدى شباب العالم.
جاء ذلك كإجراء لتوصيات منتدى شباب العالم 2017 التي شددت على الحاجة إلى إجراء حوار نشط بين الشباب العربي والإفريقي.
في مايو 2018، عقد النموذج في القاهرة بحضور العديد من الشخصيات البارزة على رأسهم عبد الفتاح السيسي رئيس مصر بالإضافة إلى ممثلين رفيعي المستوى من أكثر من 20 دولة أفريقية. سنحت الفرصة للشباب الأفريقي للمشاركة والمشاركة والتعبير عن أفكارهم حول كيفية التغلب على التحديات التي تواجه بلدانهم.

#### التوصيات[29]
1. الإشادة بطرح موضوع «التحديات التي تواجه الشباب اإلفريقي وسبل تعزيز مشاركتهم المجتمعية» كموضوع أعمال القمة المنعقدة في القاهرة.
2. تأكيد أهمية الاستثمار في الكتلة الشبابية في القارة الأفريقية لما لها من عائد ايجابي على التنمية المستدامة لشعوب القارة.
3. حث الدول الإعضاء على الإنخراط في مبادرات الاتحاد لتمكين شباب القارة اإلفريقية على كافة المستويات وتنفيذ الخطط الوطنية في هذا الصدد.
4. الترحيب بأنشطة الاتحاد الأفريقي في مجال تمكين الشباب وإصداره الميثاق الإفريقي للشباب.
5. الإشارة إلى أهمية الإنخراط المؤسسي للشباب الإفريقي في أنشطة الاتحاد الأفريقي وتعزيز التمكين القاري لشباب إفريقيا.
6. الاسترشاد بالجهود المميزة التي تبذلها الدولة المصرية لتمكين الشباب وأبرزها إنشاء الإكاديمية الوطنية لتأهيل وتدريب الشباب.
7. الدعوة إلى عقد اجتماع نصف سنوي للشباب الإفريقي بمقر الاكاديمية الوطنية لتأهيل وتدريب الشباب بالقاهرة، بُغية مناقشة أهم القضايا التي تهم الشباب الأفريقي بشكل دوري، على أن تطرح نتائج تلك الاجتماعات على أجندة القمم الأفريقية.
8. الترحيب بدعوة جمهورية مصر العربية لاستضافة قمة عربية إفريقية شبابية على هامش منتدى شباب العالم الذي يعقد بجمهورية مصر العربية وذلك بالتعاون بين جامعة الدول العربية والاتحاد الأفريقي للشباب الأفريقي.
9. التشديد على أهمية البناء على قرارات القمة الأفريقية بشأن الشباب الأفريقي للتدريب الفني والمهني إفريقيًا خاصة المتعلقة بجعل 2018-2027 عقدًا والتدريب على تنظيم المشاريع وتشغيل الشباب، عبر اطالق إستراتيجية الأبواب المفتوحة وهي إستراتيجية تكاملية على مستوى القارة الأفريقية تتولى مفوضية الاتحاد من خاللها مسئولية تلقي االحتياجات التدريبية من كل دولة إفريقية وكذلك القيام بوضع خريطة للفرص التدريبية التي توجد في الدول الأفريقية لتوزيع االحتياجات التدريبية عليها.

### ملتقى الشباب العربي والإفريقي - مارس 2019 - أسوان
ملتقى الشباب العربي والإفريقي (بالإنجليزية: Arab and African youth platform) هو أحد منصات منتدى شباب العالم والتي تم الإعلان عن انطلاقها في النسخة الثانية من المنتدى في 2018 في الفترة من (16- 18 مارس 2019)، تحت رعاية الرئيس عبد الفتاح السيسي، رئيس الجمهورية، لمناقشة القضايا المتعلقة بواقع ومستقبل المنطقة العربية والقارة الأفريقية، أتى ذلك الملتقى تزامنا مع رئاسة مصر للإتحاد الأفريقي.
واهتم الملتقى بالقضايا المتعلقة بواقع ومستقبل المنطقة العربية والقارة الأفريقية حيث ناقش المشاركون فيه من خلال الجلسات موضوعات مستقبل البحث العلمى وخدمات الرعاية الصحية، وأثر التقنية الحديثة والابتكار في أفريقيا والمنطقة العربية، إلى جانب عقد مائدة مستديرة لإجراء حوار بين المشاركين حول سبل الاستفادة من وادى النيل كممر للتكامل العربى والأفريقى، وكذلك عقد ورشة عمل عن تنمية منطقة الساحل، بالإضافة إلى إقامة ورشتى عمل لريادة الأعمال.

#### التوصيات[33]
1. توجيه مجلس الوزراء، بالتنسيق مع وزارتي الخارجية والتعليم، بفتح باب المشاركة للباحثين من الدول العربية والإفريقية للاستفادة من بنك المعرفة المصري ومن خلال الآليات المناسبة لتنفيذ ذلك.
2. تكليف وزارة التعليم العالي، بالتنسيق مع الأكاديمية الوطنية لتدريب وتأهيل الشباب على تأسيس مجلس التعاون بين الجامعات العربية والإفريقية؛ ليكون منصة فاعلة لتعزيز التعاون العلمي والثقافي بين العرب وإفريقيا.
3. تكليف وزارة الصحة، وبالتنسيق مع جميع الأجهزة والمؤسسات المعنية بالدولة، بإطلاق مبادرة مصرية من أجل القضاء على فيروس سي لمليون إفريقي.
4. إطلاق مرحلة جديدة من حملة «100 مليون صحة»، للضيوف المقيمين في مصر وليس اللاجئين.
5. تكليف إدارة منتدى شباب العالم بتشكيل فرق عمل من الشباب العربي والإفريقي، لتولي إعداد تصور خاص لتحقيق فرص التكامل العربي الإفريقي في كل المجالات، وتقديمه إلى الجهات المعنية بدولنا للبدء في تنفيذه.
6. تشكيل إدارة منتدى شباب العالم لفريق عمل من الشباب العربي والإفريقي لوضع رؤية شبابية لآليات التعامل مع قضايا الاستقطاب الفكري والتطرف وعرضها كمبادرة شبابية للقضاء على الإرهاب والتطرف.
7. قيام إدارة منتدى شباب العالم للإعداد والتجهيز لملتقى مصر والسودان لتعزيز التكامل بين البلدين الشقيقين على مبدأ أخوية وادي النيل.
8. الاهتمام بتوظيف المنصات الإعلامية، والتواصل الاجتماعي، لإزالة الصورة الذهنية الخاطئة للعلاقات الإفريقية العربية، والعمل على تمكين الشباب والمرأة لتحويل الإرادة السياسية إلى إجراءات عملية لإعدادهم وتأهيلهم عن طريق الارتقاء بالتعليم والتدريب.